# برم الوان
برم الوان، روستایی از توابع بخش بهمئی گرمسیری شهرستان بهمئی در استان کهگیلویه و بویراحمد ایران است.

## جمعیت
این روستا در دهستان سرآسیاب یوسفی قرار دارد و براساس سرشماری مرکز آمار ایران در سال ۱۳۸۵، جمعیت آن ۷۶ نفر (۱۵خانوار) بوده‌است.

## گردشگری
مهمترین روستای شهرستان بهمئی از نظر گردشگری این روستا می‌باشد که دریاچه برم الوان در آن قرار دارد.